# كين جيمس (سياسي)
كين جيمس هو سياسي كندي، ولد في 5 أغسطس 1934 في سارنيا في كندا، وتوفي بنفس المكان في 24 سبتمبر 2014. حزبياً، نشط في الحزب الكندي التقدمي المحافظ. وقد انتخب عضو مجلس العموم الكندي.